# Aceclostria albescens
Aceclostria albescens is een vlinder uit de familie van de Mimallonidae. De wetenschappelijke naam van de soort is voor het eerst geldig gepubliceerd door Jones.